# Hesperoconopa aperta
Hesperoconopa aperta är en tvåvingeart som först beskrevs av Daniel William Coquillett 1905.  Hesperoconopa aperta ingår i släktet Hesperoconopa och familjen småharkrankar. Inga underarter finns listade i Catalogue of Life.